# Кайданник Василь Михайлович
Кайданник Василь Михайлович (12 вересня 1935, Капустинці, Бирлівська округа, Харківська область, УСРР, ССРР — 9 серпня 2016, Біла Церква, Київська область, Україна) — підполковник СРСР у відставці, згодом генерал-майор, кадровий військовий. Уродженець села Капустинці, Яготинського району Київської області. Член КПУ. Голова Всеукраїнської Спілки Радянських Офіцерів в Київські області.

## Життєпис
Народився в українській сім'ї на історичному Задніпров’ї на схід від Києва, на теренах колишнього Пирятинського уїзду Полтавської губернії Російської імперії, нині Яготинський район Київської області, до 1917 року сім’я належала до мужицького («крестьянського») сословія, однак вважалась одною з найбагатших, родичалась з представниками козацького сословія, село було козацьким, представники сім’ї належали до групи сімей близьких до місцевого церковного приходу, храму на честь Архістратига Михаїла.
Закінчив школу в Капустинцях, вчився у класі свого далекого родича, заслуженого педагога, згодом відмінника освіти і довгожителя Я.П.Бублика, про якого відзивався з теплотою, а з сином якого Василем, майбутнім інженером космічної галузі дружив.
В 1959 році закінчив Київське вище загальновійськове командне двічі Червонопрапорне училище імені М. В. Фрунзе.
Проживав у місті Біла Церква.
Був змалечку охрещений батьками у православну віру і, незважаючи на свою партійну приналежність, зберіг віру в Бога, про що сам свідчив у приватному спілкуванні, тому може поминатись і поминається у храмах Старої Церкви, Кафоличної і Православної, в т.ч. разом зі своїми батьками і вчителями, включаючи Я.П.Бублика (1905-1999).